# Rudersdorf (Bernhardswald)
Rudersdorf ist ein Ortsteil der Gemeinde Bernhardswald im Oberpfälzer Landkreis Regensburg (Bayern).

## Geografische Lage
Der Weiler Rudersdorf liegt in der Region Regensburg, etwa 3,5 Kilometer östlich von Bernhardswald.

## Geschichte
Bei der Erwähnung 1106 und 1120 eines Ogo de Rotmannsdorf ist es nicht sicher, ob damit Rudersdorf gemeint war.
Rudersdorf wurde 1486 mit zwei Höfen erstmals schriftlich erwähnt, von denen zwei Teile ihres großen und kleinen Zehnts, der 1541 ein Schaff Getreide betrug, in der Stiftung des Parzifal Zenger zum Michaelsaltar in Altenthann enthalten waren.
Urban Zenger gelangte 1498 durch die Teilung des Zengerschen Besitzes in den Besitz von Rudersdorf.
Im Stiftsregister von Adlmannstein wurde 1560 ein Hof von Rudersdorf aufgeführt.
1599 gehörte ein Hof von Rudersdorf grundherrlich zum Jesuitenkolleg St. Paul in Regensburg und unter die Gerichtsbarkeit des Landgerichts Donaustauf.
Kurzzeitig wurde er 1687 der Niedergerichtsbarkeit des Jesuitenkollegs unterstellt.
Der andere Hofe verblieb bei der Hofmark Adlmannstein.
Zum Stichtag 23. März 1913 (Osterfest) gehörte Rudersdorf zur Pfarrei Wenzenbach mit 4 Häusern und 31 Einwohnern.
Am 31. Dezember 1990 hatte Rudersdorf 38 katholische Einwohner und gehörte zur Pfarrei Altenthann.